# 大谷竹山
大谷 竹山（おおたに ちくざん、1911年（明治44年）6月23日 - 1997年（平成9年）4月2日）は、日本の社会運動家である。深谷町議会議員、講談師としても活動した。本名は竹雄（たけお）。

## 経歴・人物
埼玉県に生まれ、1929年（昭和4年）に早稲田第一高等学院（現在の早稲田大学高等学院・中学部）に入学する。しかし翌1930年（昭和5年）に同大学内の雄弁会が解散を反対する闘争が発生したことにより退学し、故郷に戻って農民運動の参加に携わった。
その後は大阪時事新報社に入社し、後に報知新聞記者となりジャーナリストとしての活動も始めた。1945年（昭和20年）には深谷町議会議員となり、翌年には共産党に入党しその宣伝活動を日本各地で講談および講演を行う。この業績により1964年（昭和39年）には二代目神田山陽に弟子入りし、講談師としての活動を始めた。1970年（昭和45年）には真打となり、翌1971年（昭和46年）には離党と同時に日本中国友好協会員としても活動した。

## 著書
- 『講談師中国にゆく』